# Шилдс, Ронни
Ронни Шилдс (англ. Ronnie Shields; 6 июня 1958, Порт-Артур, США) — американский боксёр-профессионал, выступавший в первой полусредней весовой категории, на данный момент известен своей тренерской деятельностью, тренировавший многих звезд бокса.

## Профессиональная карьера
Шилдс стал профессионалом в 1980 году и, в конечном счете, имел мало успеха. В 1984 году он бросил вызов Билли Костелло за титул WBC в полусреднем весе, но проиграл решением. В 1986 году он бросил вызов Цуеси Хамада в Японии за титул WBC в полусреднем весе, но проиграл раздельным решением судей. Он вышел на пенсию в 1988 году.

## Тренерская карьера
После завершения карьеры в профессиональном боксе Шилдс стал видным тренером, среди бойцов с которыми он работал являются;
- Майк Тайсон
- Вернон Форрест
- Хуан Диас
- Кассим Оума
- Пернелл Уитакер
- Эгертона Маркуса
- Доминик Гвинн
- Дэвид Туа
- Рауль Маркес
- Джесси Джеймс. Л
- Иисус Чавес
- Эвандер Холифилд
- Ванес Мартиросян
- Артуро Гатти
- Артур Шпилька
- Кермит Цинтрон
- Гильермо Ригондо
- Эрисланди Лара
- Майк Ли
- Меджид Бектемиров[1] (2012 - н.в)
- Эфе Аджагба (до 2020)